# Koninklijke Superieure Academie voor Dramatische Kunst van Madrid

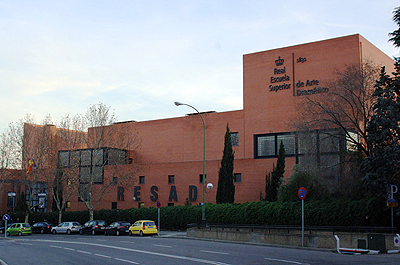

De Koninklijke Superieure Academie voor Dramatische Kunst van Madrid (Spaans: Real Escuela Superior de Arte Dramatico de Madrid (RESAD)) is een toneelschool in Madrid, Spanje.

## Geschiedenis
De oorsprong ervan gaat terug tot de oprichting van de Escuela de Declamación Española (vert. Spaanse Declamatieschool) in mei 1831.  Op voorstel van Francesco Piermarini, directeur van het Real Conservatorio de Música María Cristina, werd de school aanvankelijk geïntegreerd in het Conservatorium, dat een jaar eerder was opgericht. De wet van Moyano van 1857 verleende de status van hogere studies aan de studies in de school.
De RESAD opende zijn deuren in de Niño Jesús wijk in Madrid, naast El Retiro, in oktober 1996.
De RESAD biedt drie specialisaties: "Regie & Dramaturgie", "Scenografie" en "Acteren".

## Bekende alumni
- Itsaso Arana
- Relinde de Graaff
- Verónica Echegui

- International Standard Name Identifier: 0000 0001 2300 4176
- Library of Congress Control Number: n96019040
- Virtual International Authority File: 167825490